# Lopigna (travhäst)
Lopigna, född 3 april 2021, är en fransk varmblodig travhäst. Hon tränas av Frédéric Prat och körs av Éric Raffin.
Hon började tävla 2023 och inledde med tre raka segrar. Hon har hittills sprungit in 80 040 euro på 6 starter varav 3 segrar och 1 tredjeplats.
Hon har tagit karriärens hittills största seger i Prix Marcel Dejean (2023). Hon har även segrat i Prix de Metz (2023 och kommit på tredjeplats i Prix Undina (2023).

## Statistik
| Statistik för Lopigna (Ref.) | Statistik för Lopigna (Ref.) | Statistik för Lopigna (Ref.) | Statistik för Lopigna (Ref.) | Statistik för Lopigna (Ref.) | Statistik för Lopigna (Ref.) |
| ---------------------------- | ---------------------------- | ---------------------------- | ---------------------------- | ---------------------------- | ---------------------------- |
| Starter                      | Placeringar                  | Startprissumma               | Segerprocent                 | Platsprocent                 | Rekord                       |
| 6                            | 3-0-1                        | 80 040 euro                  | 50 %                         | 67 %                         | 1.13,7ak,                    |

### Större segrar
| År   | Lopp               | Kusk        | Vinstbelopp | Grupp   |
| ---- | ------------------ | ----------- | ----------- | ------- |
| 2023 | Prix Marcel Dejean | Éric Raffin | 24 300 EUR  | Grupp 3 |

### Starter
| Nr | Datum            | Lopp                       | Bana      | Kusk        | Tid     | Distans | Plac. | Vinstbelopp |
| -- | ---------------- | -------------------------- | --------- | ----------- | ------- | ------- | ----- | ----------- |
| -  | 9 juni 2023      | Kvallopp                   | Grosbois  | Éric Raffin | 1.16,6a | 2 140 m | gdk   | 0 euro      |
| 1  | 22 juli 2023     | Prix de la Porte des Lilas | Enghien   | Éric Raffin | 1.17,4a | 2150 m  | 1     | 14 850 euro |
| 2  | 7 september 2023 | Prix de Metz               | Vincennes | Éric Raffin | 1.15,0a | 2100 m  | 1     | 19 350 euro |
| 3  | 3 oktober 2023   | Prix Undina                | Vincennes | Éric Raffin | 1.14,1a | 2175 m  | 3     | 7 140 euro  |
| 4  | 20 oktober 2023  | Prix Marcel Dejean         | Vincennes | Éric Raffin | 1.15,4a | 2200 m  | 1     | 24 300 euro |
| 5  | 25 november 2023 | Prix Vourasie              | Vincennes | Éric Raffin | 1.15,9a | 2 200 m | 4     | 4 800 euro  |
| 6  | 7 januari 2023   | Prix Gélinotte             | Vincennes | Éric Raffin | 1.13,7a | 2 175 m | 4     | 9 600 euro  |